# Sonja Heiss
Sonja Heiss (* 1976 in München) ist eine 
deutsche Filmregisseurin, Drehbuchautorin und Schriftstellerin.

## Leben
Sonja Heiss studierte von 1998 bis 2006 an der Hochschule für Fernsehen und Film München im Bereich Dokumentarfilm. Parallel dazu war sie von 1998 bis 2004 als Casting Director in der Werbung tätig. Seit 2003 führte sie Regie bei Werbespots, seit 2005 zusammen mit Jan Bonny als Duo Sonny & Bonny. Im Jahr 2003 war sie als Regieassistentin an der Produktion von Maren Ades Film Der Wald vor lauter Bäumen beteiligt. Für ihre ersten beiden Filme, besonders aber für ihren ersten Langspielfilm Hotel Very Welcome erhielt sie eine Reihe Preise. Sie betätigt sich auch als Autorin und als Gastdozentin im Bereich Dokumentarfilm und Fernsehpublizistik an der Hochschule für Fernsehen und Film München.
Sonja Heiss lebt in Berlin.

## Filmografie
- 1999: Schnell & Sauber
- 2002: Karma Cowboy[4]
- 2004: Christina ohne Kaufmann[5]
- 2006: Berliner Flughäfen Slowmotion (Kurzfilm, Video)
- 2007: Gegenüber, Dramaturgie (Regie: Jan Bonny)
- 2007: Hotel Very Welcome[6]
- 2015: Hedi Schneider steckt fest
- 2023: Wann wird es endlich wieder so, wie es nie war[7]

## Auszeichnungen  und Stipendien
- 2002: Prix Regards Neufs auf dem Film Festival Visions du Réel in Nyon für Karma Cowboy
- 2002: Bayerischer Dokumentarfilmpreis Der Junge Löwe auf dem Filmfest München für Karma Cowboy[8]
- 2006: Short Tiger der Filmförderungsanstalt für Christina ohne Kaufmann[9]
- 2007: First Steps Award für Hotel Very Welcome[10].
- 2007: Berlinale, Prix Dialogue en Perspective, besondere Erwähnung für Hotel Very Welcome[6]
- 2007: Brussels European Film Festival: Prix Cinédécouvertes für Hotel Very Welcome[6]
- 2007: Festival des deutschen Films Mannheim/Ludwigshafen: Zuschauerpreis und besondere Auszeichnung der Jury für Hotel Very Welcome[6]
- 2007: Fünf Seen Filmfestival: Star Preis für Hotel Very Welcome[6]
- 2008: Birds Eye View London Film Festival: Bester Nachwuchs-Spielfilm
- 2011: Stipendium der Villa Aurora (Los Angeles) und Förderung durch das Auswärtige Amt bzw. BKM für die Produktion von Hedi Schneider steckt fest (Arbeitstitel Mothers Little Helpers)[2][11]
- 2014: Hessischer Filmpreis in der Sparte Spielfilm für Hedi Schneider steckt fest
- 2023: Nominierung für den Deutschen Filmpreis in den Kategorien Beste Regie und Bester Spielfilm für Wann wird es endlich wieder so wie es nie war[12]
- 2023: Günter-Rohrbach-Filmpreis: Preis des Oberbürgermeisters für Wann wird es endlich wieder so, wie es nie war[13]